# Sukhoi Su-15
O Sukhoi Su-15 (russo: Сухой Cy-15; OTAN: Flagon) é um avião interceptor de dois motores desenvolvido pela União Soviética nos anos de 1960 para substituir os Sukhoi Su-9 e Sukhoi Su-11, os quais tornaram-se obsoletos perante à introdução de novos, mais avançados e capazes bombardeios estratégicos pela OTAN. O Su-15 foi um interceptador de importância na Força Aérea Soviética, sendo retirado de ação nos anos de 1990 pela Rússia e Ucrânia, seus únicos operadores. Tornou-se um dos braços de suporte da força aérea soviética em combate ar-ar nos anos de 1960 e 1970.
Sua origem remonta o Sukhoi Su-11 (T-47), possuindo várias semelhanças entre si, nomeadamente as asas e a cauda. Foram construídos cerca de 1.290 aeronaves na fábrica de Novosibirsk, em diferentes versões, nunca sendo exportado para países do Pacto de Varsóvia. Foi aposentado nos anos de 1990 devido a modernização de caças de interceptação, caso do Mikoyan-Gurevich MiG-31 e Sukhoi Su-27.
Tornou-se conhecido pelos incidentes dos voos Korean Air Flight 007 e 902.

## Desenvolvimento
Com o elevado desenvolvimento de sistemas de mísseis antiaéreos pela URSS ao longo dos anos 1950, a indústria de aeronaves ficou sobre segunda importância na proteção aérea. Frente aos avanços notórios da forças aéreas do ocidente, sobretudo
OTAN e EUA com U-2, B-52 e V Bombers, demonstrou-se necessários novos projetos para promover superioridade aérea. Questão relaciona-se com a superioridade não apenas em espaço soviético, mas no caso de intercepções à bombardeios estratégicos trans-continentais.
Foi, assim, solicitado o desenvolvimento pela Sukhoi de um interceptador de velocidade entre 500-2000 Km/h, com possibilidade de operação em variadas altitudes, deixando os alvos de altíssima velocidade para o Mikoyan-Gurevich MiG-25. Outro ponto decorre devido à notória perda de espaço da Sukhoi face à Mikoyan e Yakovlev para a Força Aérea Soviética no início da década de 1960, o que fez a empresa buscar desenvolver tal projeto. O projeto pautou-se na fuselagem e base do Su-11, sendo considerado inicialmente como uma grande modernização do modelo, fato que decorreu pelo reconhecimento das limitações apresentadas no Su-11. A partir disso, a Sukhoi começou a desenvolver um avião no chamado protótipo T-3-8M, no qual era equipado com um radar OKB-339, tendo duas variantes, Eagle 2 e Volkov, este que era uma versão do radar que equipava o grande interceptador Tupolev Tu-28. Devido ao tamanho do novo radar Volkov, houve necessidade de mudança na simetria axial do Su-11, obrigando novas entradas laterais para o motor e pelo aumento e relocamento do nariz da aeronave. Tal mudança possibilitou introduzir motores duplos Tumansky R-11, substituindo o único AL-7F-2 existente no Su-11, tornando o Su-15 um avião com características de segunda geração.

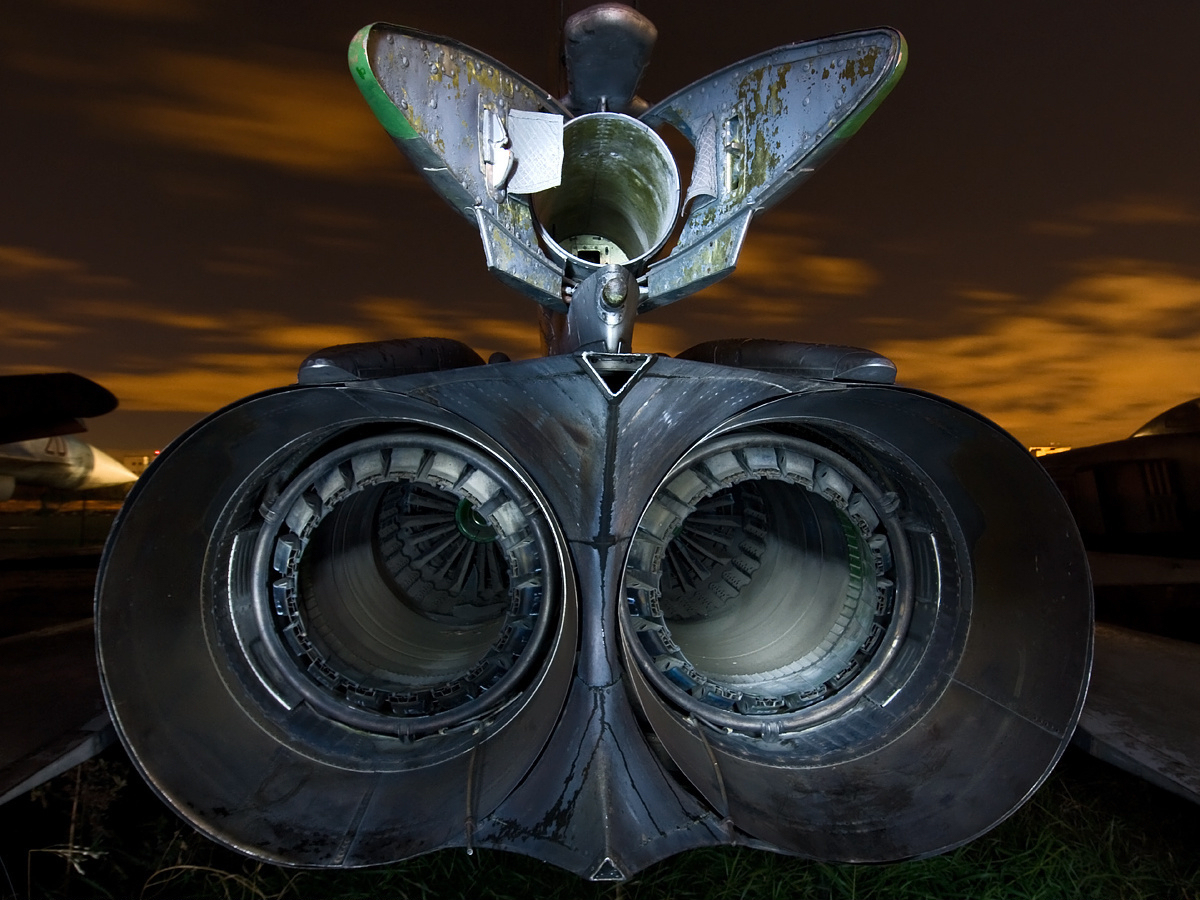
Su-15, visão da cauda e os dois motores Tumansky R-11F300

Em 1962 foi completado o primeiro protótipo, entrando em testes nos anos seguintes de 1963 e 1964, nos quais, diferentemente dos Su-9 e Su-11, nenhum problema maior foi detectado. Depois dos intensos exames, ele recebeu fortalecimento da fuselagem do tanque de combustível e base das asas, além de ser equipado com o sistema de radar RP-15 (Oryol-D-58)  e unidades de foguetes/mísseis R-98(AA-3 'Anab') em duas variantes; uma semi-ativa de buscas de alvos e uma IR passiva. Houve modificações extensas sobre o projeto inicial do Su-11, sendo 18 quadros de contornos reduzidos ao contorno técnico, mantendo o sistema de controles, asas delta, causa e trem de pouso originais.

## Design

### Características gerais

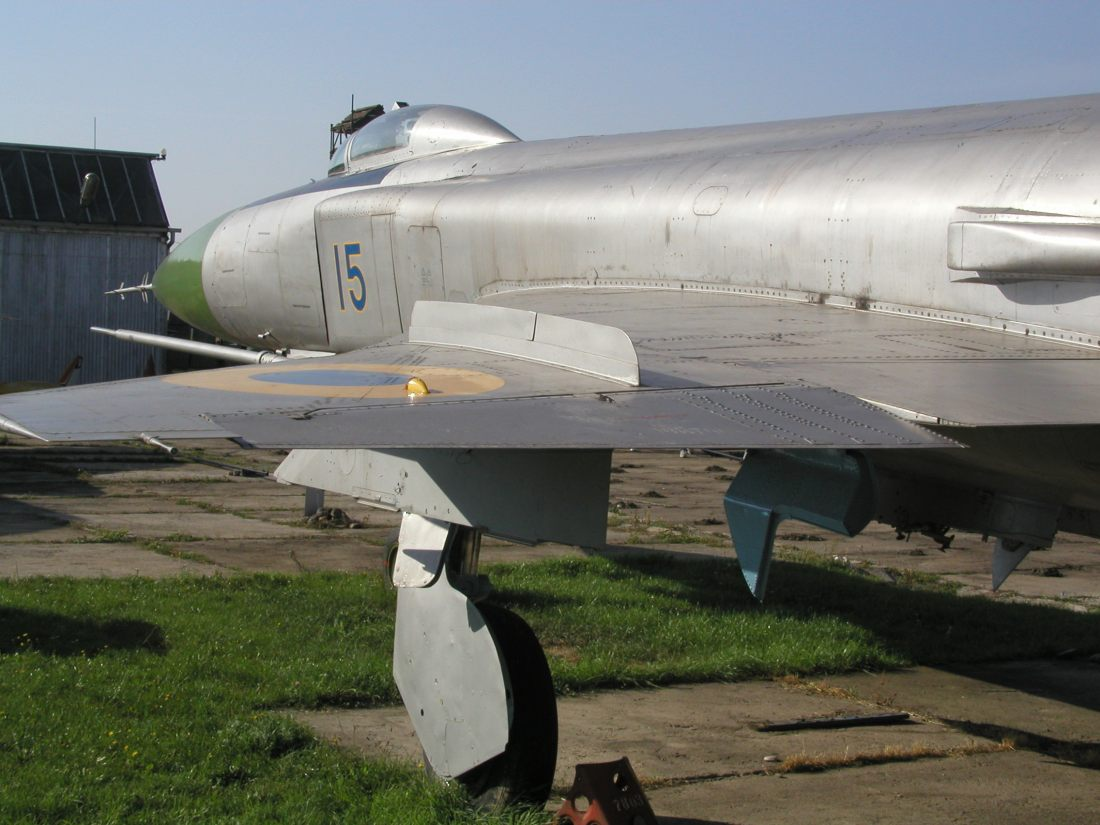
Su-15TM da Força Aérea Ucraniana. Podemos perceber os wing fences sobre os pilones aeronáuticos

Vários componentes são bastante similares ao Su-9 e Su-11 no Su-15, principalmente no que tange a parte traseira da aeronave, o freio aéreo, empenagem e flaps da cauda. As mudanças ocorreram na troca do motor único, saindo a entrada Inlet Cone para duas Spilitter Plate laterais, necessárias para os fortes motores Tumansky R-11, colocação do radar RP-22 Oryol-D na frente do avião. Essas atualizações mudaram muito o design geral do avião na parte frontal comparando com aos antecessores, possibilitando várias atualizações de motores ao longo do desenvolvimento de variantes, caso do motor Tumanskiy R11F2-300. Por exemplo, na versão Su-15T/TM as duas Spilitter Plate laterais eram maiores para maior performance dos turbojatos e, consequentemente, entra da ar.
A primeira versão do Su-15 utilizava o mesmo projeto de asas tipo delta puro, decorrendo em versões posteriores o acréscimo de pequenos wing fence em cima de cada pilone aeronáutico, para melhorar as características de pouso, além de blown flap e trem de pouso com duplos e com retração hidráulica. Nas versões mais avançadas a cauda possuía ângulo anhedral. Houve melhorias no sistema de pouso e decolagem e ângulo de asas na versão Flagon-D. O trem de pouso dianteiro retraia para frente, possuindo quatro sistemas hidráulicos, sendo um para ativação do radar Oryol. Possuía dois sistemas pneumáticos para frenagem e outros subsistemas, além de acionamento emergencial do trem de pouso e flaps.  A maior parte da aeronave foi construída em alumínio, com partes em aço e titânio, contendo três tanques de combustível na fuselagem central e possibilidade de adicionais nas asas, o que possibilitava o armazenamento de 6,775 litros internamente e mais 600 litros adicionais em cada tanque externo. No cockpit o piloto sentava em um assento ejetor KS-4, capaz de operação em qualquer altitude e velocidades maiores que 140 km/h, na parte superior do painel de instrumentos localizava o display do radar, juntamente com uma mira simples K-10T para uso de mísseis R-69 e canhões.

### Aviônica
Mesmo possuindo sistemas de radar avançados, o Su-15 dependia de interceptação controlada em solo (GCI), contendo o sistema Lazur-SM de enlace de dados para instruções de interceptação para o piloto via UHF encriptado. Depois do recebimento de informações do GCI, o Su-15 utilizava as informações do radar interno, possibilitando o ataque. Nos modelos de Su-15 TM Flagon-F existia um sistema Vozdukh-1M GCI de enlace de dados e SAU-58 (SAU desistema automaticheskogo upravleniya, tradução para "sistema de controle automático") capaz de voar completamente no automático até os últimos momentos da interceptação. O sistema automático podia guiar a interceptação, travar o radar, lançar aos mísseis no alvo e desenvolver a manobra evasiva para retorno a base. As últimas versões do Su-15TM possuíam o SAU-58-2, o qual possibilitava leitura de informações de altímetro de rádio em baixas altitudes, sendo Vokdukh-1M GCI capaz de guiar o avião altitudes baixas para interceptação. Outros sistemas de aviônica incluíam o receptor do alerta de radar (RWR)  Sirena-2, Identificação amigo ou inimigo (IFF) e equipamento de navegação aérea.

### Armamentos
No que tange armamentos, o Su-15 carregava mísseis ar-ar K-8 (AA-3 'Anab') em lançadores PU-1-8. Tal armamento foi desenvolvido para abater bombardeiros. Na versão Su-15TM a aeronave podia carregar mísseis R-98M (K-8M3) utilizando o radar Taifun-M, além de mísseis R-60 (AA-8 "Aphid") guiados por infravermelho em lançadores PU-2-8. No caso de canhões, poderia carregar tanto UPK-23 quanto GSh-23, ambos com 250 disparos de munição.

## História Operacional
O Su-15 teve importante papel para as Forças de Defesa Aérea Soviética, correspondendo a 29 regimentos de caças. Sua ação era otimizada para interceptação em altas altitudes com rápida ascensão, mas faltava funcionamento de look-down/shoot-down, mesmo em modelos com radar Taifun. Já que o Mikoyan-Gurevich MiG-23 possuía essa capacidade, o uso em baixas altitudes ficavam para o MiG frente as táticas de combate aéreo. Devido a limitação existente ao Su-15 e complexidade dos seus sistemas, não houve exportação para países membros do Pacto de Varsóvia, estando estritos apenas a Força Aérea Russa e Ucraniana.
Três incidentes marcaram a história do Su-15:
- Incidente do voo 902 da Korean Air Lines, no qual um Boeing 707 foi derrubado próximo a cidade de Murmansk na península de Kola após ter entrado em espaço aéreo soviético no dia 20 de abril de 1978 e não ter respondido aos contatos. O avião conseguiu pousar no lago Korpiyarvi, que estava congelado, morrendo dois passageiros.[4][8]
- Incidente da colisão no Ar na Armênia em 1981, quando ocorreu uma colisão com Canadair CL-44 de uma empresa de transporte aéreo argentino. O incidente teve quatro fatalidades e um sobrevivente.[15][8]
- Incidente do voo 007 da Korean Air Lines, no qual um Boeing 747 foi abatido perto da Ilha Moneron após entrar em espaço aéreo soviético restrito, matando todos os seus 246 passageiros e 23 tripulantes.[4][8]

Um sobrevoo não autorizado próximo de um Su-15 sobre o Mikoyan-Gurevich MiG-15 pilotado por Yuri Gagarin resultou em sua morte em 1968. Foi comprovado pelas informações de computadores que o Su-15 passou com diferença de metros para o MiG.
Com a queda da URSS, o Su-15 começou a ser substituído na Força Aérea Russa em detrimento de caças e interceptadores mais avançados, caso dos Sukhoi Su-27 e Mikoyan-Gurevich MiG-31.

## Variantes

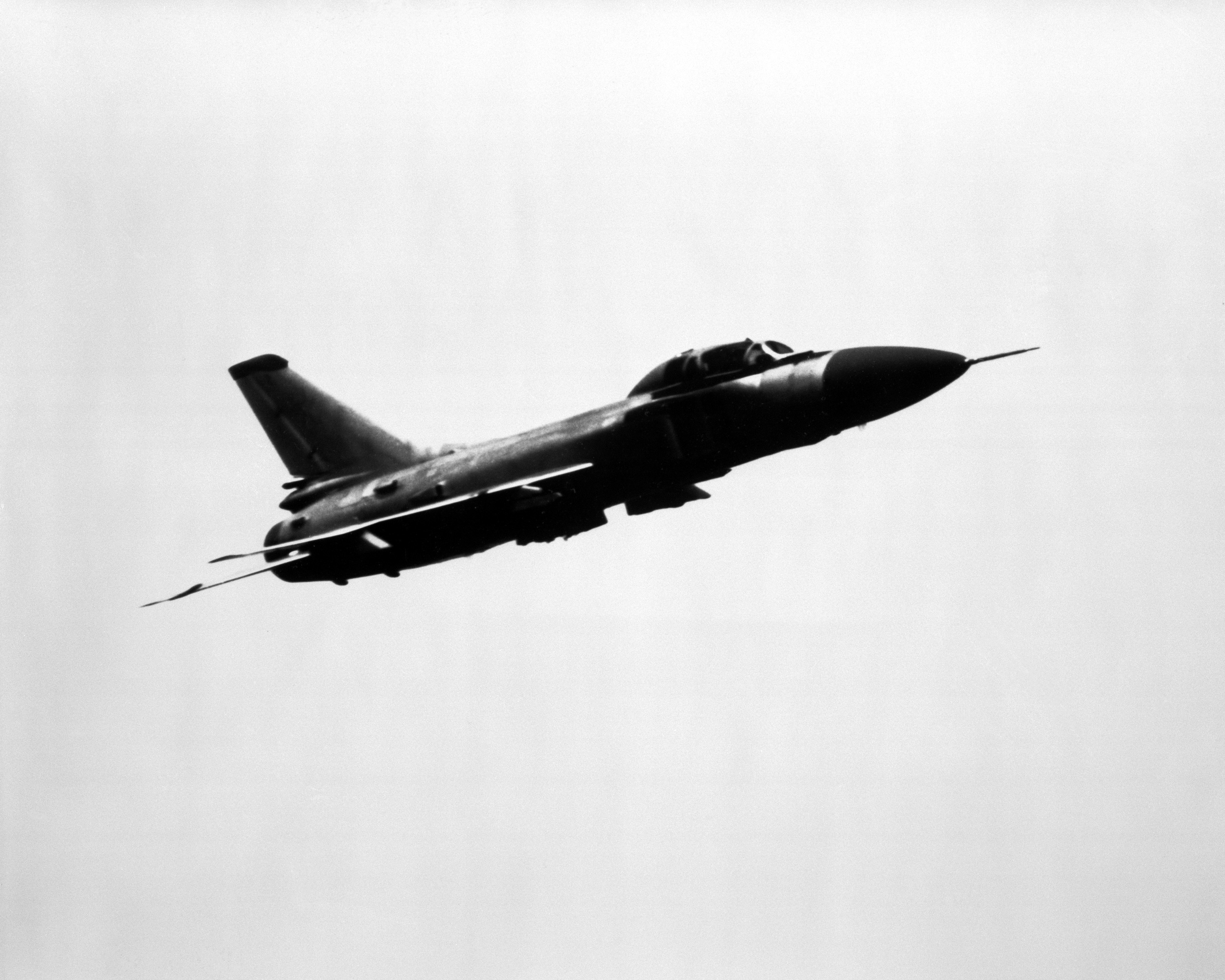
Su-15UT Flagon C

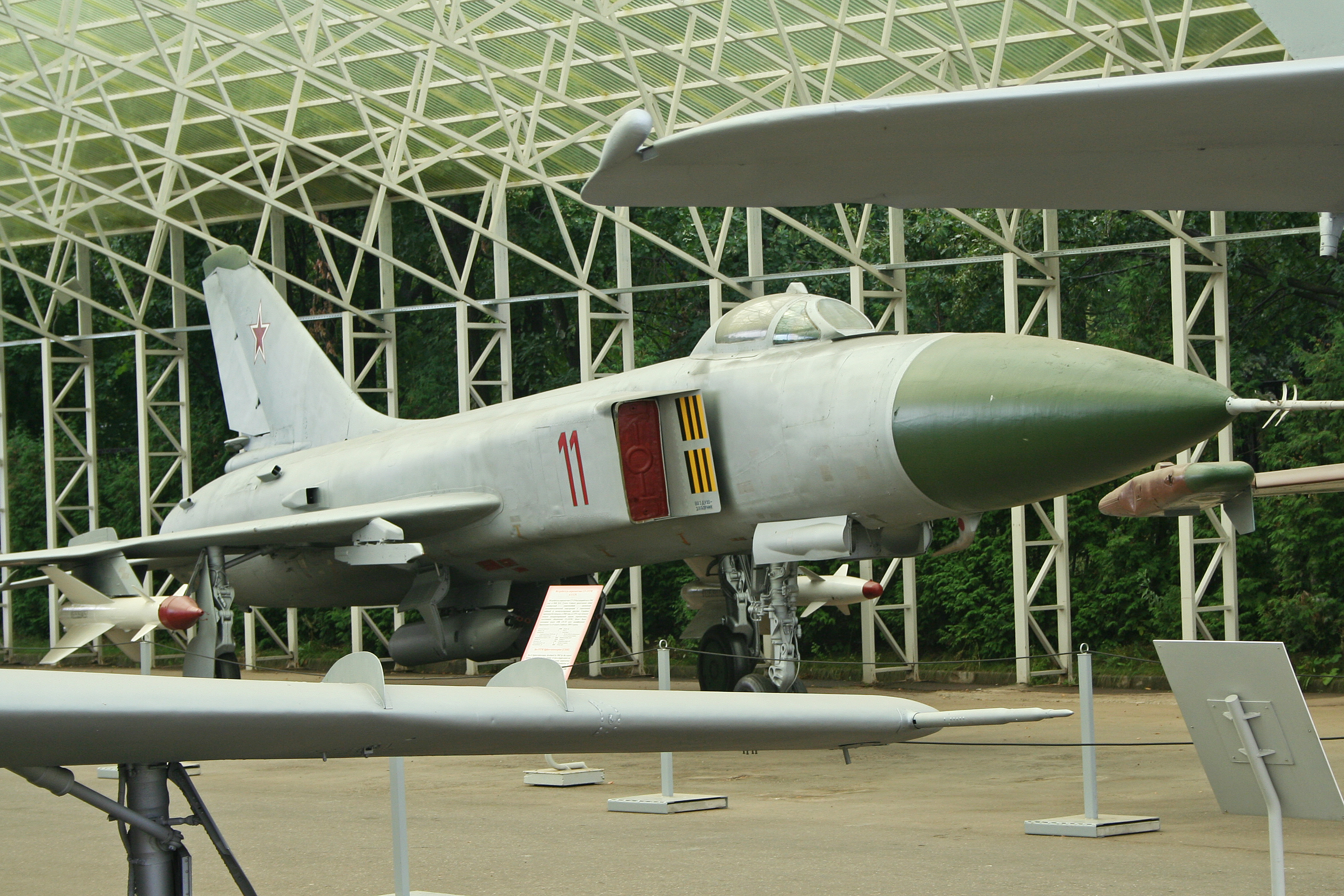
Su-15TM Flagon G

Base de dados
T-58
Protótipo do Su-15.
Su-15 (Flagon-A)
A primeira versão produzida foi chamada de Flagon-A pelo sistema de códigos da OTAN, ou T-58/Su-15-98. Possui similaridades com o projeto do Sukhoi Su-11 sobretudo ao tipo de asa Delta, o que causava problemas ao atingir maiores velocidades de voo e interceptação.
Su-15UT (Flagon-C)
Versão de treinamento sem radar e capacidade de combate, em uso desde 1970.
Su-15 (Flagon-D)
Versão equipada com wing tips estendidas, com o sistema STOL para melhores decolagens e aterrissagens. Tal resolução foi apresentada devido aos problemas apresentados no projeto inicial, já que usava asa tipo delta.
Su-15T (Flagon-E)
Versão equipada com radar Volkov Taifun. Com a troca do sistema de radar nas versões posteriores à 1969, ocorreu a melhoria significa de identificação/engajamento, além de atualização do sistema de foguetes ar-ar com uso do míssil R-60, metralhadora Gryazev-Shipunov GSh-23 e possibilidade de uso de bombas ar-terra.
Su-15TM (Flagon-F)
Su-15T melhorado com radar Taifun-M e modificações adicionais de aerodinâmica, estando em uso desde 1971. Houve uma atualização final da aerodinâmica da radome em forma ogival.
Su-15UM (Flagon-G)
Versão de treinamento do Su-15TM sem radar mas com capacidade de combate produzida 1976 e 1979. Última versão oficial a ser produzida.
Su-15bis
Conversão do Su-15TM com motores Tumansky R-25-300 de 69.9 kN (15,652 lb) para melhor performance; série aprovada para produção, mas não construída pela quantidade de motores disponíveis.

## Ex-operadores
União Soviética /  Rússia
A Força Aérea Russa retirou todos os seus Su-15 de operação no ano de 1994, estando guardados para eventual reserva emergencial de guerra.
 Ucrânia
Com o colapso da União das Repúblicas Socialistas Soviéticas, a Ucrânia recebeu em torno de 70 Su-15TM e alguns Su-15UM que estavam nas bases aéreas soviéticas de Belbek e Kramatorsk. A Força Aérea da Ucrânia retirou todos de operação em 1996.

## Especificações (Su-15TM)

Desenho de linha do Sukhoi Su-15

Wilson

### Características Gerais
- Tripulação: 1 (piloto).
- Comprimento: 19.56 m (64 ft 2 in).
- Envergadura: 9.34 m (30 ft 7 in)
- Altura: 4.84 m (15 ft 10 in)
- Área alar: 36.6 m² (394 ft²)
- Peso vazio: 10,874 kg (23,973 lb)
- Peso c/ carga máx.: 17,194 kg (37,920 lb)
- Motor: 2 × turbojatos Tumansky R-13-300.

### Performance
- Velocidade máxima: Mach 2.1, 2,230 km/h (1,386 mph) armado com 2 mísseis K-8/R-8/R-98 , em tanques externos em alta atitude. Mach 2.5 vazio em alta atitude.
- Velocidade de cruzeiro: 770 km/h.
- Raio de ação:  725 Km (450 mi)
- Alcance de travessia: 1,700 km (1,106 mi)
- Teto de serviço: 18,100 m (59,383 ft)
- Taxa de subida: 228 m/s (45,000 ft/min)

### Armamentos
Mísseis e metralhadoras. Equipamento ar-ar.
- 2 × R-98M (AA-3 "Anab")(pilones aeronáuticos externos)
- 2 × or 4 × R-60 (AA-8 "Aphid") (pilones aeronáuticos internos)
- Opção de 2 metralhadoras × UPK-23-250 de 23 mm nos pilones aeronáuticos.

Aviônica
- Radar: Taifun-M
  - Raio de detecção:
    - Alvos a alta atitude: 70 km
    - Alvos a baixa atitude: 15 km

  - Raio de Lock:
    - Alvos a alta atitude: 45 km
    - Alvos a baixa atitude: 10 km

  - Angular range:
    - vertical: +30°/-10°
    - horizontal: +/- 70°

#### Aeronaves relacionadas
- Sukhoi Su-9
- Sukhoi Su-11

#### Aeronaves similares
- Convair F-106 Delta Dart
- Convair F-102 Delta Dagger
- McDonnell Douglas F-4 Phantom II
- Mikoyan MiG-23
- Mikoyan MiG-25
- Shenyang J-8
- Yakovlev Yak-28